# روز ارتش جمهوری اسلامی ایران
روز ارتش جمهوری اسلامی ایران جشنی در ایران است که هر ساله در ۲۹ فروردین برگزار می‌گردد. روز ارتش در ایران از سال ۱۲۹۹ جشن گرفته می‌شود.

## تاریخچه
مراسم کنونی توسط سید روح‌الله خمینی، رهبر سابق جمهوری اسلامی ایران در ۲۹ فروردین ۱۳۵۸ تأسیس شد. پیش از این، روز ارتش در ۳ اسفند هر سال به مناسبت کودتای ۱۲۹۹ در دوران قاجار جشن گرفته می‌شد. این مراسم توسط محمدرضا پهلوی در سال ۱۳۲۵ به ۲۱ آذر منتقل شد، زیرا زمانی بود که ارتش شاهنشاهی ایران موفق شد بر حکومت خودمختار آذربایجان تحت حمایت شوروی پیروز شود.

## برگزاری
دولت ایران در روز ارتش با رژه‌های ۲۹ فروردین، تلاش دارد قدرت نظامی خود را به رخ بکشد و اغلب فناوری‌های دفاعی جدید را به نمایش می‌گذارد. در این مراسم سالانه کهنه‌سربازان ارتش، سربازان فعال و نیروهای ذخیره نیز شرکت می‌کنند. مراسم مرکزی رژه در حال حاضر در مقابل آرامگاه سید روح‌الله خمینی برگزار می‌شود.